# Dym v lesu
Dym v lesu (russisk: Дым в лесу) er en sovjetisk spillefilm fra 1955 af Jevgenij Karelov og Jurij Tjuljukin.

## Medvirkende
- Gennadij Sayfulin som Volodja Kurnakov
- Ljudmila Genika-Tjirkova
- Anatolij Berladin som Vasilij Fedosejev
- L. Kuznetsova som Marija Sergejevna
- Ira Luzanova som Fenja